# أندريا برادي
أندريا برادي (بالإنجليزية: Andrea Brady)‏ هي ناقدة أدبية أمريكية، ولدت في 1974.